# Saint-Thurial
Saint-Thurial é uma comuna francesa na região administrativa da Bretanha, no departamento Ille-et-Vilaine. Estende-se por uma área de 17,93 km². Em 2010 a comuna tinha 2 142 habitantes (densidade: 119,5 hab./km²).